# 34. robotbåtsdivisionen
34. robotbåtsdivisionen var ett svenskt fartygsförband. Divisionen hade 3-6 robotbåtar av typen Norrköping/Ystad. Förbandet benämndes tidigare 44. robotbåtsdivisionen samt 13. torpedbåtsdivisionen. Förbandet ingick fram till sommaren 2005 i Tredje ytstridsflottiljen som har sin hemmabas i Karlskrona. Divisionen har producerat åtskilliga krigsbesättningar till Försvarsmakten.